# 油塘公共運輸交匯處

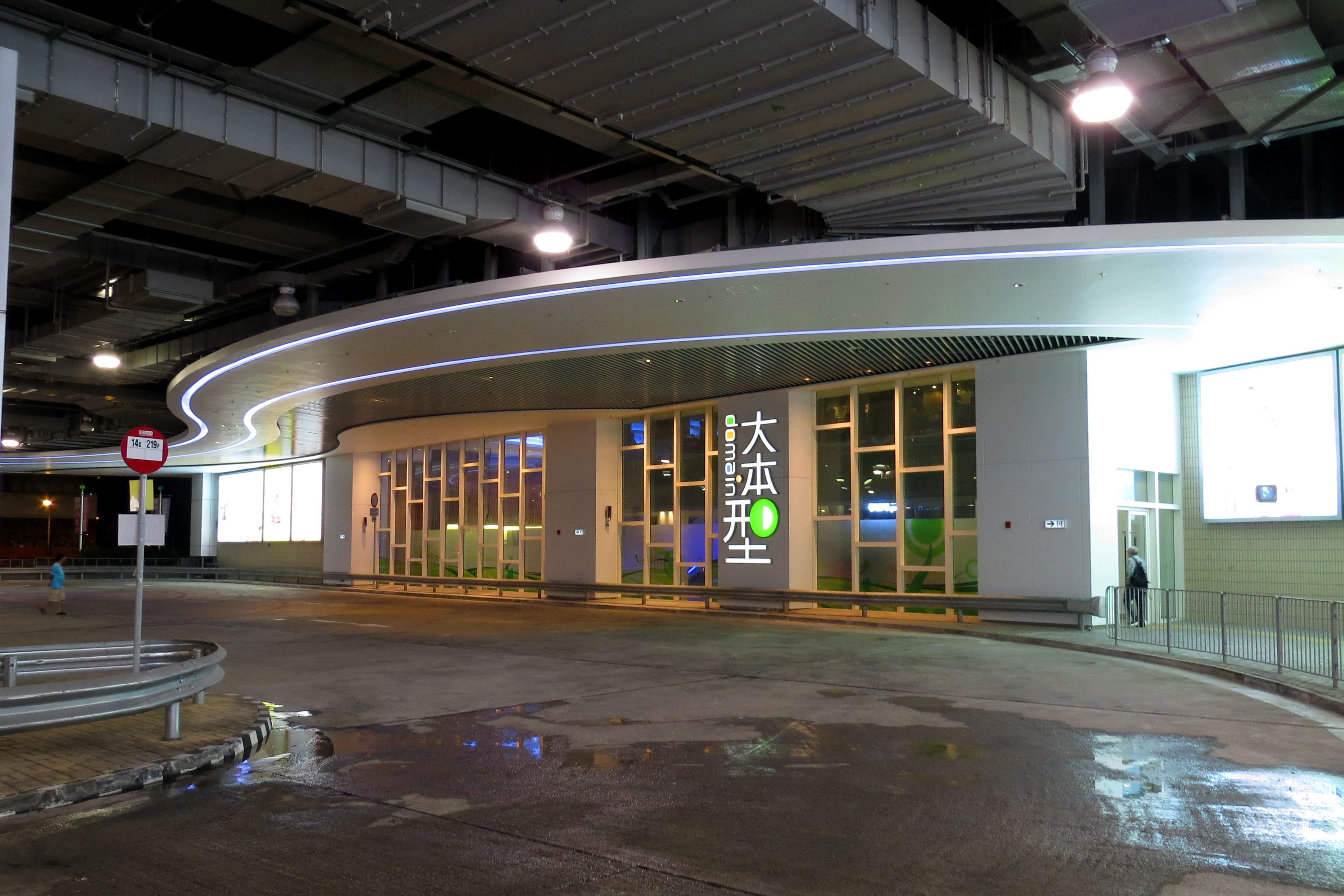
油塘公共運輸交匯處，前方為大本型港鐵層的入口。

油塘公共運輸交匯處位於香港九龍觀塘區油塘高超道大本型港鐵層，對面為油塘中心，下方為港鐵觀塘綫及將軍澳綫的行車隧道，為一個室內坑狀公共運輸交匯處，通過大本型商場連接油塘站A2出口，並設有升降機及樓梯連接油塘邨。此總站於2012年7月2日起啟用，以取代1999年啟用的欣榮街臨時巴士總站。
雖然九龍巴士14S線以「油塘」為總站，但實際上並非停靠此站，而是在附近的鯉魚門道近油塘邨及高超道停站。

## 歷史
大本型（英語：Domain）為香港房屋委員會旗下之大型商場，屬油塘邨重建計劃的第四期發展項目，佔地48萬平方呎，共設約150間商戶，將於2012年落成開幕。房委會原擬與領展合作發展及管理大本型，但由於公眾對領展之不滿日益嚴重，因此房委會決定自行發展，並聘請私人顧問公司管理，令之成為房委會向領展出售旗下商場及停車場後，房委會首個大型商場項目。
大本型內附設公共運輸交匯處，沿用「油塘」一名，於2012年7月2日啟用，比商場部份還更早啟用；當此運輸交匯處啟用後，旋即取代欣榮街臨時總站；而原本以欣榮街臨時總站為總站之巴士路線，包括九巴14、14D、62X、259D、N216以及E22P、E22X、N26及R22，均於啟用當日遷入大本型交匯處。另外，九龍區專線小巴76B線以此交匯處為總站，九龍區專線小巴24與63M線改經大本型。
- 2013年1月14日至2018年5月：迪士尼樂園巴士R22線一度停止服務[6]。
- 2013年3月24日：九龍巴士14X線投入服務，往中港碼頭（同年10月12日後為尖沙咀）方向繞經此站。
- 2013年4月29日：中港通過境巴士（東九龍快線）的總站由調景嶺健明邨遷往此站。
- 2013年10月12日：九龍巴士219P線停止服務。
- 2016年5月15日：九龍巴士14線、62X及259D的總站由此站遷往鯉魚門邨公共運輸交匯處，並改為由該站開出的班次繞經此站。
- 2016年8月13日︰九龍巴士214線投入服務。
- 2018年1月8日︰九龍巴士X42C線的終點站由藍田站伸延至此站。
- 2018年1月29日︰城巴A26線投入服務。
- 2018年3月26日︰九龍巴士14H線投入服務。
- 2019年7月22日︰九龍巴士33線投入服務。
- 2019年12月8日︰城巴A26P線投入服務，為A26線的分支路線。
- 2020年12月21日︰九龍巴士X42C線增設由此站開往青衣（長亨邨）的班次，並提升至平日全日服務。
- 2021年5月24日︰九龍巴士6P線往長沙灣（蘇屋邨）方向繞經此站。
- 2021年7月12日︰九龍巴士N214線投入服務，為214線的深宵路線。
- 2021年7月12日︰九龍巴士33B線投入服務，為33線的分支路線。
- 2023年12月18日：城巴A26P線停止服務。
- 2024年7月15日：九龍巴士74線投入服務。
- 2024年10月7日：九龍巴士6E線投入服務，為6P線的分支路線，往長沙灣（蘇屋邨）方向繞經此站 。

## 總站路線資料（巴士）

### 九龍巴士14D線
- 油塘 ↔ 彩虹

2011年8月25日起投入服務，主要疏導九龍區專綫小巴60線於早上繁忙時間的乘客，只在學校上課日繁忙時間行駛。途經康逸苑、興田邨、秀茂坪邨、順天邨、順利邨、彩雲邨及彩虹邨。

### 九龍巴士14H線
- 油塘 ↺ 順利（經聯合醫院）

### 九龍巴士14S線
- 油塘 ↺ 將軍澳華人永遠墳場

### 九龍巴士33、33B線
33
- 荃灣西站 ↔ 油塘

提供荃灣市中心往來油塘的巴士服務，途經環宇海灣、黃大仙及觀塘商貿區，於2019年7月22日起投入服務 ，只在星期一至五提供服務。
33B
- 荃灣西站 ↔ 油塘

提供荃灣市中心往來油塘的巴士服務，途經環宇海灣、黃大仙及觀塘道，於2021年10月16日起投入服務 ，只在星期六、日及公眾假期提供服務。

### 九龍巴士74線
- 富蝶總站 ↔ 油塘

2024年7月15日投入服務，途經富亨邨、大埔舊墟、白石角、香港科學園、大老山隧道、九龍灣商貿區及觀塘商貿區，只限平日繁忙時間服務。

### 九龍巴士214線
- 油塘 ↔ 長沙灣（甘泉街）

### 九龍巴士X42C線
- 青衣（長亨邨） ↔ 油塘

首條英文字頭X的全日巴士路線，於2020年12月21日起雙向服務，途經觀塘市中心、牛頭角、九龍灣、彩虹邨、鑽石山、黃大仙、大窩坪、長青邨、長康邨及青衣邨。

### 九龍巴士N214線
- 油塘 → 美孚

### 九龍巴士N216線
- 油塘 ↔ 紅磡站

1994年7月11日凌晨起投入服務，路線編號為216S，是觀塘半山第二條通宵巴士路線。1996年5月1日起，路線編號改為N216。同年12月16日起，從藍田（廣田邨）延長至油塘（高超道）。詳細行車路線不斷作出修改，途經高俊苑、廣田邨、德田邨、興田邨、秀茂坪邨、順天邨、順利邨、彩雲邨、彩虹邨、新蒲崗、九龍城（太子道西 / 亞皆老街）、旺角、油麻地及尖沙咀。

### 城巴A26線
- 油塘 ↔ 機場

2018年1月29日起投入服務，為高俊苑、廣田邨、德田邨、興田邨、秀茂坪、四順、樂華邨、彩霞邨、彩盈邨、彩虹邨、鑽石山、黃大仙及大窩坪一帶提供日間來往機場的巴士服務。

### 城巴E22P、E22X線
E22P
- 油塘 ↔ 航天城

2000年6月28日起投入服務，祗在星期一至五特定時間行走，提供路線E22的特快班次。2003年3月17日起，從藍田（北）延長至油塘。2011年9月26日起，為配合城巴E22B線線取消，來回程改經秀茂坪、四順及彩雲邨一帶，方便居民以較便宜的車費往來機場。途經高俊苑、廣田邨、德田邨、興田邨、秀茂坪邨、順天邨、順利邨、彩雲邨、彩虹邨、鑽石山、黃大仙、大窩坪、青嶼幹線、國泰城、民航處總部、香港國際機場客運大樓及亞洲國際博覽館。
E22X
- 油塘 ↔ 航天城

2012年1月16日起投入服務，祗在星期一至五特定時間行走，提供路線E22的特快班次。行車路線與2011年9月26日前行走的E22P線完全相同。途經高俊苑、廣田邨、德田邨、康逸苑、匯景花園、麗港城、觀塘市中心、牛頭角、彩虹邨、鑽石山、黃大仙、大窩坪、青嶼幹線、國泰城、民航處總部、香港國際機場客運大樓及亞洲國際博覽館。

### 城巴N26線
- 油塘 ↔ 東涌站（經機場）

1999年12月20日起投入服務。八個月後，重組路線並提升為雙向服務，增設午夜班次從東涌（經機場）前往藍田（廣田邨）。2003年4月22日起延長至油塘。現時途經高俊苑、廣田邨、德田邨、興田邨、秀茂坪邨、順天邨、順利邨、彩雲邨、彩虹邨、鑽石山、黃大仙、竹園邨、大窩坪、青嶼幹線、香港國際機場客運大樓、國泰城、機場後勤區、亞洲空運中心及東涌纜車站。

### 迪士尼樂園巴士R22線
- 迪士尼樂園 → 油塘

2005年8月16日開辦，2013年1月14日取消常規服務，改為只於有需要時以臨時形式提供服務。

## 總站路線資料（專線小巴）

### 九龍區專線小巴24M線
- 油塘 ↺ 藍田（碧雲道）

### 九龍區專線小巴24S線
- 油塘站（大本型） ↺ 鯉魚門（三家村碼頭）

### 九龍區專線小巴76B線
- 基督教聯合醫院 ↔ 油塘

## 途經路線資料（巴士）

### 九龍巴士6E線
- 蘇屋 ↔ 鯉魚門邨

### 九龍巴士6P線
- 蘇屋 ↔ 鯉魚門邨

### 九龍巴士14線
- 鯉魚門邨 ↔ 中港碼頭

### 九龍巴士14X線
- 油塘（崇德圍） ↺ 尖沙咀

### 九龍巴士62X線
- 兆康站（南） ↔ 鯉魚門邨

### 九龍巴士259D線
- 屯門（龍門居） ↔ 鯉魚門邨

## 途經路線資料（專線小巴）

### 九龍區專線小巴24線
- 鯉魚門（三家村碼頭） ↔ 藍田（平田邨）

## 過往總站路線資料

### 九龍巴士219P線（已取消）
- 油塘→尖沙咀→麗港城(循環線)（上午繁忙時間班次）
- 尖沙咀(香港科學館)→油塘（下午繁忙時間班次）

1997年5月12日起投入服務，祗在平日繁忙時間行走，是路線219X的晨早特別班次，用以取代路線14X（第一代）的服務。途經藍田匯景花園、茶果嶺麗港城、九龍灣國際展貿中心、紅磡香港理工大學、尖沙咀東部商業區、尖沙咀彌敦道等地方。最終因為配合路線重組，由另一路線14X（第二代）
及219X線取代，於2013年10月12日取消服務。

### 九龍區專線小巴63M線（已取消）
2002年8月3日起投入服務，來往此站與油塘地鐵站（鯉魚門道），以配合前地鐵將軍澳綫的油塘站啟用。受到其他公共運輸服務的競爭及客量偏低，小巴營辦商曾經不派車行走。其後於2012年7月2日，總站由鯉魚門道遷往油塘公共運輸交匯處，一度重新派車行走，最後亦因客量持續偏低而於2013年7月28日取消服務。

## 車坑分佈
| 1 | 雙坑 | 九龍巴士214線                              |
| 2 | 單坑 | 九龍巴士14D、14H、74、N216線               |
| 3 | 單坑 | 九龍巴士6E、6P、14、14X、62X、259D、N214線 |
| 4 | 單坑 | 九龍巴士33、33B、X42C線                    |
| 5 | 單坑 | 城巴A26、E22P、E22X、N26線                 |
| 6 | 雙坑 | 過境穿梭巴士站                             |
| 7 | 單坑 | 專線小巴24、24M線                          |
| 8 | 單坑 | 專線小巴76B線                              |

## 外部連結
- 九巴 （页面存档备份，存于）
- 油塘公共運輸交匯處[]，城巴／新巴